# Street Corner Talking
| Рейтинги | Рейтинги |
| Издание  | Оценка   |
| -------- | -------- |
| Allmusic | [ 1 ]    |

Street Corner Talking — седьмой студийный альбом блюз-рок-группы Savoy Brown, выпущенный 18 сентября 1971 года.

## Об альбоме
Это был первый альбом, выпущенный группой после ухода Дейва Пе́веретта, Роджера Эрла и Тони Стивенса, которые вместе сформировали группу Foghat.
Таким образом, Ким Симмондс остался единственным участником группы из предыдущего состава.
Симмондс набрал новый состав музыкантов, преимущественно из предыдущего состава Chicken Shack,  который притерпел сейсмические изменения в составе, аналогичные тем, которые затронули «Savoy Brown»; Это, в свою очередь, открыло новое звучание для группы.

## Треклист

### Сторона 1
1. "Tell Mama" (Paul Raymond, Kim Simmonds) – 5:15
2. "I Can't Get Next To You" (Barrett Strong, Norman Whitfield) – 6:35
3. "Let It Rock" (Raymond, Simmonds) – 3:07
4. "Time Does Tell" (Simmonds) – 5:29

### Side two
1. "Street Corner Talking" (Simmonds) – 4:00
2. "All I Can Do" (Raymond, Simmonds) – 10:54
3. "Wang Dang Doodle" (Willie Dixon) – 7:15

### Бонус-треки
1. "Tell Mama" (Raymond, Simmonds) – 3:07 (single version)

## Участники записи
Savoy Brown
- Дэвид Волкер — вокал[2]
- Ким Симмондс — гитары, соло-гитара (1)
- Пол Рэймонд — клавиши, ритм-гитара (1)
- Энди Сильвестр — бас-гитара
- Дэйв Бидвелл — ударные

## Внешние ссылки
- Savoy Brown's Homepage